# Listă de filme sovietice din 1944
- Filme sovietice din: 1943 — 1944 — 1945

Aceasta este o listă de filme produse în Uniunea Sovietică în 1944.
| Titlu          | Titlu original | Regizor      | Distribuție                                      | Gen               | Note  |
| -------------- | -------------- | ------------ | ------------------------------------------------ | ----------------- | ----- |
| 1944           |                |              |                                                  |                   |       |
| Curcubeul      | Радуга         | Mark Donskoi | Natalia Ujvi, Elena Tiapkina                     | dramatic          |       |
| Deportatul 217 | Человек No217  | Mihail Romm  | Elena Kuzmina, Anna Liseanskaia, Vasili Zaicikov |                   |       |
| Invazia        | Нашествие      | Abram Room   | Vladimir Gremin, Olga Jizneva, Oleg Jakov        | dramatic, militar | [ 1 ] |
|                |                |              |                                                  |                   |       |